# Armando Calderón Sol
Pour les articles homonymes, voir Calderón et Sol.
Armando Calderón Sol, né le 24 juin 1948 à San Salvador et mort le 9 octobre 2017 à Houston, fut le président du Salvador du 1er juin 1994 au 1er juin 1999 et un membre de l'Alliance républicaine nationaliste (ARENA). Comme président, il a succédé à Alfredo Cristiani puis fut remplacé par Francisco Flores. Il était également un avocat, homme d'affaires et un des fondateurs de l'ARENA.

## Biographie
Il est pendant les années de guerre civile le secrétaire particulier du commandant Roberto D'Aubuisson, fondateur des escadrons de la mort salvadoriens puis du parti politique Arena.
En 1997, il reçoit un Ph.D. en philosophie du droit et Sciences Sociales de l'Universidad Nacional de El Salvador. 
Considéré comme proche de la tendance « dure » de l'Arena, Armando Calderon Sol, ancien maire de la capitale, représente son parti lors de l'élection présidentielle de 1994. Utilisant les fonds publics, l’ARENA bénéficia de financements considérables et réalisa une campagne reposant sur deux slogans majeur : « Avec Calderon Sol, nous allons tous vivre mieux » et « Patrie oui, communisme non, El Salvador sera la tombe des rouges. » La campagne fut caractérisée par la distribution d’innombrables objets publicitaires, la diffamation anonyme, les menaces de mort, voire les assassinats.
Depuis 1997, la loi criminalise l'avortement en toutes circonstances et prévoit jusqu'à 50 ans de prison.